# Julianów (Łódź-Bałuty)
Julianów – osiedle mieszkaniowe, znajdujące się na terenie Bałut w Łodzi. Granicznymi ulicami osiedla są: Łagiewnicka, Julianowska, Sikorskiego oraz Zgierska.
Na osiedlu znajdują się domki jednorodzinne. Osiedle Julianów wchodzi wraz z osiedlami Rogi oraz Marysin w skład większego osiedla – Julianów – Marysin – Rogi.
Przez Julianów przepływają dwie z łódzkich rzek – Sokołówka i Brzoza oraz znajduje się jeden z większych Łódzkich parków park Julianowski im. Adama Mickiewicza. Na północ od parku położony jest cmentarz św. Rocha, a dalej Mauzoleum na Radogoszczu. Na terenie osiedla swą siedzibę ma XXX Liceum Ogólnokształcące, Szkoła Podstawowa nr 172 i nr 201, przedszkola nr 45 i 97, żłobek nr 5 oraz IV Szpital Miejski im. dr. H. Jordana. Na południu osiedla położony jest Kościół Najświętszego Serca Jezusowego i św. Marii Małgorzaty Alacoque.
W pobliżu osiedla znajduje się przystanek Łódź – Arturówek Łódzkiej Kolei Aglomeracyjnej i Wojewódzki Specjalistyczny Szpital im. dr. Wł. Biegańskiego.
W północnej części znajduje się Użytek ekologiczny „Mokradła Brzozy”.

## Historia
Dawniej samodzielna miejscowość. Od 1867 w gminie Radogoszcz należącej do powiatu łodzińskiego (łódzkiego) w guberni piotrkowskiej.
18 sierpnia 1915 Julianów włączono do Łodzi.
W granicach Łodzi znajduje się również drugi Julianów w delegaturze Górna.